# 土佐鶴酒造

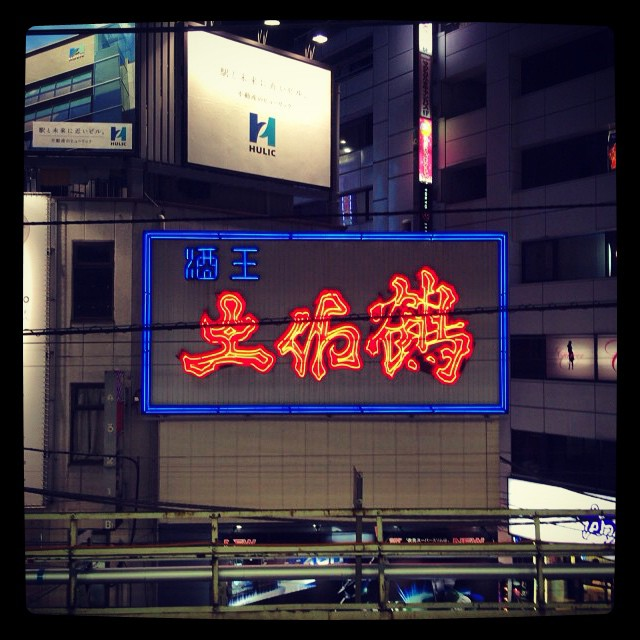
土佐鶴ネオンサイン

土佐鶴酒造株式会社（とさづるしゅぞう）は、高知県安芸郡安田町に本社を置く日本酒メーカーである。

## 沿革
- 1773年（安永2年） - 創業。
- 1955年（昭和30年）12月20日 - 設立。

## 事業所
本社
- 〒781-6421 高知県安芸郡安田町安田1586

北大野/千寿蔵・天平蔵
- 〒781-6421 高知県安芸郡安田町安田1520

高知支店
- 〒780-0821 高知県高知市桜井町2丁目6番35号

東京支店
- 〒181-0001 東京都三鷹市井の頭1-28-9

## 商品

### 日本酒

#### 純米大吟醸酒
- 別格純米大吟醸原酒 平安
- 純米大吟醸原酒 ザ・土佐鶴
- 純米大吟醸 1.8L
- 純米大吟醸 720ml

#### 大吟醸酒
- 大吟醸原酒 天平 900ml
- 大吟醸原酒 天平 720ml
- 大吟醸原酒 天平 500ml
- 大吟醸 寧浦
- 大吟醸 白鳳印 千寿土佐鶴

#### 純米吟醸酒
- 純米吟醸 豊穣 1.8L
- 純米吟醸 豊穣 720ml
- 純米吟醸 夢追い酒 土佐宇宙酒
- 純米吟醸酒 'azure'

#### 吟醸酒
- 吟醸酒 吟麗千寿土佐鶴 500ml
- 吟醸酒 吟麗千寿土佐鶴 300ml
- 吟醸酒 'azure'
- 辛口吟醸 大吉祥土佐鶴 1.8L
- 辛口吟醸 大吉祥土佐鶴 720ml

#### 純米酒
- 土佐鶴 特別純米酒 1.8L
- 土佐鶴 特別純米酒 720ml
- 土佐鶴 特別純米酒 300ml
- 純米酒 1.8L
- 純米酒 720ml
- 酔って候 純米カップ
- 和紙の純米酒
- 純米生貯蔵酒
- 無濾過 純米酒 土佐のおきゃく 1.8L
- 無濾過 純米酒 土佐のおきゃく 720ml
- 無濾過 純米酒 土佐のおきゃく 300ml

#### 本醸造酒
- 特別本醸造 千寿土佐鶴 1.8L
- 特別本醸造 千寿土佐鶴 720ml
- 特別本醸造 超辛口 土佐鶴 1.8L
- 特別本醸造 超辛口 土佐鶴 720ml
- 本醸造酒 本醸辛口 1.8L
- 本醸造酒 本醸辛口 720ml
- 本醸辛口〈生貯蔵酒〉スーパードライ

#### その他
- 発泡性清酒 あわつる
- 承平土佐鶴 1.8L
- 承平土佐鶴 180ml
- ツルカップ赤
- 菰樽つぼ1升
- 角樽
- ツルパック赤 1.8L
- ツルパック赤 900ml
- 本格辛口 1.8L
- 本格辛口 720ml
- 本格辛口〈生貯蔵酒〉ドライ 300ml
- 本格辛口〈生貯蔵酒〉ドライ 180ml
- 〈生貯蔵酒〉角
- 土佐鶴 1.8L
- ツルカップ青 1.8L
- ツルカップ青 900ml
- トサツル【青】ミニ
- 淡麗辛口 土佐鶴

### 焼酎
- 土佐焼酎 海援隊25度 1.8L
- 土佐焼酎 海援隊25度 720ml
- 《特別限定品》 海援隊・十年古酒
- 土佐焼酎 龍馬の海援隊25
- 21世紀土佐焼酎 龍馬の海援隊
- 龍馬の海援隊 深層水割

### リキュール
- yuzu sake〈ゆず酒〉500ml
- yuzu sake〈ゆず酒〉300ml
- 土佐のゆず酎（深層水配合）
- 土佐ベルガモットリキュール
- 〈発酵ゆず〉ハードセルツァーの素

## 受賞歴
全国新酒鑑評会
- 平成14酒造年 - 29酒造年
- 「土佐鶴」金賞受賞 - 平成29年受賞

## CM出演者
- 若村麻由美
- 三田佳子
- 山内豊功（旧土佐藩主 山内家当主）

## 提供番組
- ダウンタウンのガキの使いやあらへんで!（西日本放送テレビ）
- TNCニュース（テレビ西日本）
- NNN Newsリアルタイム（日本テレビ、関東ローカル）
- news every.（日本テレビ、関東ローカル）